# Billesholm
Billesholm è una cittadina svedese nel comune di Bjuv. Nel 2010 contava 2 910 abitanti.

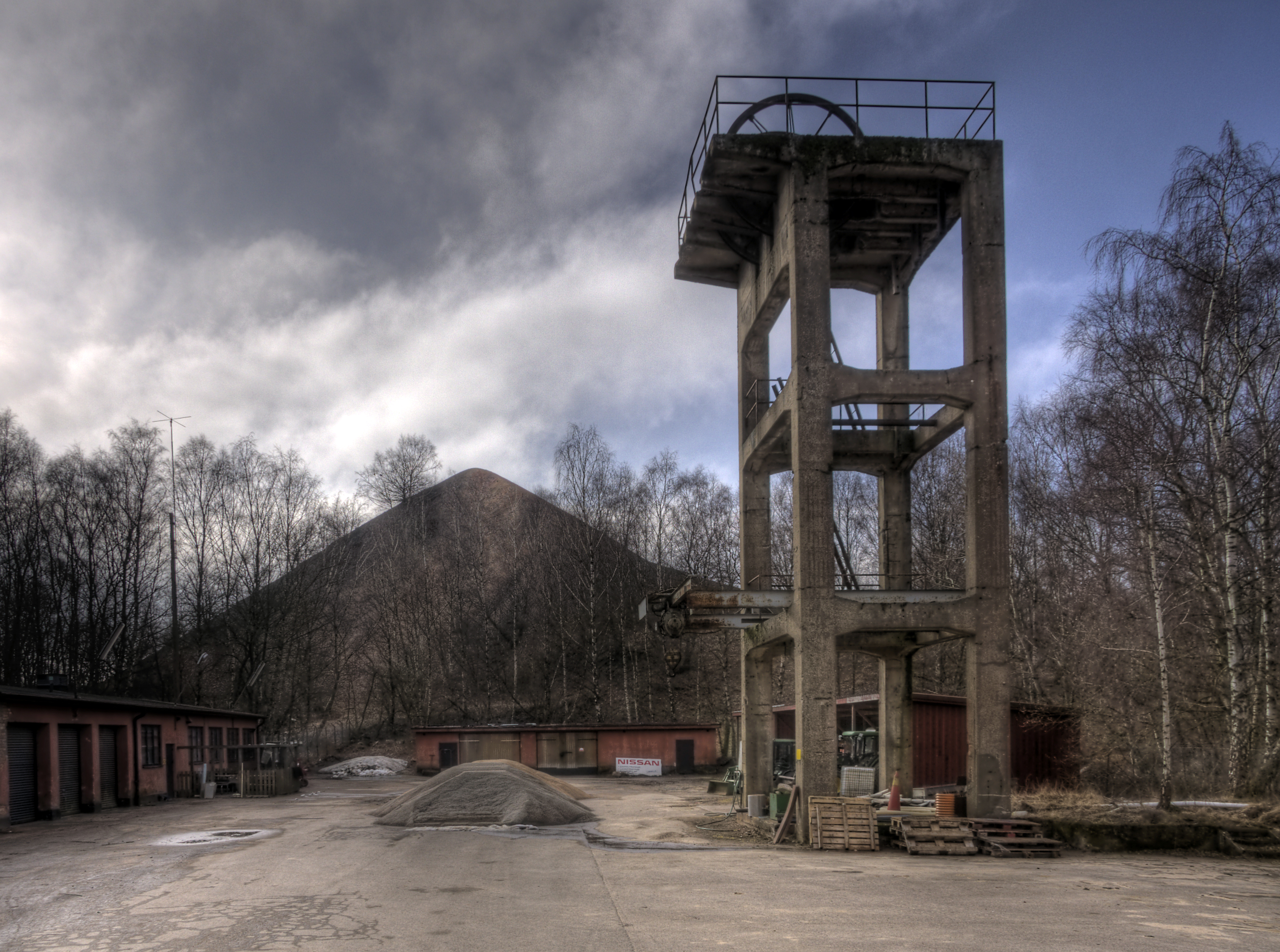
Miniera di Marmo a Billesholm